# 犀利人妻最終回：幸福男·不難
《犀利人妻最終回：幸福男·不難》（英語：The Fierce Wife Final Episode）是一部臺灣愛情電影，導演為王珮華、王仁里，由博偉電影股份有限公司發行，於2012年8月17日上映。

## 概要
為2010年知名偶像劇《犀利人妻》的續集。由隋棠、溫昇豪、宥勝領銜主演，李沛旭、小禎、蔡昌憲、小小彬、大元（林盈臻）、相林、陳翊睿與林栗聯合主演，朱芯儀、蔡淑臻特別演出，馬念先、唐立淇、小蝦友情客串。
《犀利人妻》（完結篇）當時在台視播出時曾創下9.45%的超高收視率（最高瞬間收視為12.83%），而劇情中「小三」（形容第三者）的話題也在一些當時的談話性節目中受到非常大的關注，相信在電影版上映後也能創下非常高的票房成績。
另外，迷你彬與吳怡臻（阿寶）所飾演的角色分別改由哥哥小小彬與林栗演出。
於2012年8月17日上映後，票房雖有亮麗表現，但多數影評認為本片置入性行銷過於嚴重、劇情雜亂無章，且演員演技發展空間遭到侷限等，導致叫座不叫好，觀眾評論反應兩極。森信息股份有限公司（ETtoday 東森新聞雲）舉辦之「2012金蝦獎」中，本片即囊括「最蝦電影獎」、「最蝦導演獎」及「最蝦電影橋段」三座獎項。

## 劇情概要
|                      | 這部片就是要大家看了除了勇敢做自己，還要告訴你，找到給你幸福的男人，其實不難。 |
| ——王珮華於開拍記者會 |                                                                                |

故事設定在電視劇版完結篇四年後，安真變得更沉穩、更成熟，再度面對前夫瑞凡展開的追求，逼得安真得從猛力追求自己的天蔚與改過自新的瑞凡間做出抉擇。最後，安真究竟是向前走？還是回頭？

## 演員陣容

### 主要角色
謝安真（38歲）：隋棠
英文名為Jane，瑞凡的前妻，四年後晉升為飯店的副理，也是阿仁崇拜的對象。夾雜在前夫溫瑞凡與好朋友藍天蔚中抉擇。最後和藍天蔚在一起而選擇將雨萌託付給瑞凡。
藍天蔚（32歲）：宥勝
英文名為Weber Lan，安真的朋友，也是讓她重新站起來的人；四年的相處下來，他發現自己不想再和安真處在曖昧不明的狀態下，打算向安真求婚之際，麻煩意外的降臨了……
溫瑞凡（40歲）：溫昇豪
安真的前夫，是個盡責的上班族；歷經四年的思考後，決定再一次追求安真，最後和雨萌目送安真去追求自己的幸福。
郝康德（38歲）：李沛旭
安真的朋友，瑞萱的丈夫，是個上班族，十分愛自己的老婆。
溫瑞萱（36歲）：胡盈禎（小禎）
瑞凡的妹妹，康德的妻子，安真最好的朋友；和康德是對歡喜冤家。
阿仁：蔡昌憲
安真的同事，剛出社會的新鮮人，十分崇拜安真，為該劇中亮眼的甘草人物。
郝壯壯（8歲）：小小彬
康德與瑞萱的兒子。
胡柔依：林盈臻（大元）
安真的同事，是安真任職的飯店裡董事的女兒，為愛情苦惱。
溫雨萌（10歲）：林栗
安真與瑞凡的女兒，最後目送媽媽去「追求幸福」。

### 君悅飯店
外國主管：安納特（Adenot Nathanel Crocus）
Mei：雷瑟琳
安真的同事。
Jean：相林
安真的同事。
Allen：陳翊睿
安真的同事。

### 特別演出
黎薇恩（28歲）：朱芯儀
安真的表妹，安真與瑞凡婚姻的第三者，兒子Oliver已經三歲，回來台灣是想請瑞凡幫忙。
何愛琳（38歲）：蔡淑臻
瑞凡前女友，和前夫離婚，便出國去了。也是安真很好的朋友。

### 友情客串
飯店經理：馬念先
飯店表揚大會上的主持人。
兩性專家：唐綺陽(唐國師)
安真在電視上看到的星座專家。
新娘：鍾欣怡
藍天蔚表妹，婚禮新娘。
新郎：小蝦
婚禮新郎。

## 工作人員
- 導演：王珮華、王仁里
- 出品公司：博偉電影股份有限公司
- 製作公司：王珮華工作室有限公司
- 發行公司：日舞國際娛樂股份有限公司、金是傳媒行銷企業有限公司、犀利電影股份有限公司
- 行銷宣傳：穀得電影有限公司
- 網路宣傳：天王星多媒體
- 出品人：黃義雄、王化宇
- 監製：王珮華
- 製片：徐錫彪、卓有謙
- 編劇：楊海薇、王珮華、陳慧如、洪立妍
- 攝影：車亮逸
- 剪接：吳寶玉、顧正言、王仁里
- 聲音設計：杜篤之
- 配樂：何思穎
- 音樂：滾石唱片
- 美術：謝易霖
- 造型：梵暐
- 視覺設計：林俊佑
- 後期製作：台北影業

## 首映
- 臺灣
2012年8月17日
- 新加坡
2012年9月13日
- 馬來西亞
2012年10月18日
- 香港
2012年12月6日
- 中國大陸
2012年12月31日

### DVD發行·衍生作品
- 犀利人妻最終回︰幸福男·不難（BD限量禮盒版）[4]
  - 發行公司：得利影視股份有限公司
  - 發行日期：2012年12月28日
- 犀利人妻最終回︰幸福男·不難（雙碟限量禮盒版）[5]
  - 發行公司：得利影視
  - 發行日期：2013年1月11日

## 作品評價

### 電影評論家的評論
評價為5.3；《世界電影雜誌》好評度為93%。

### 票房收入
台北週末票房排行榜
| 週次 | 區間               | 排行 | 本週票房 | 累計票房 | 備註        |
| ---- | ------------------ | ---- | -------- | -------- | ----------- |
| 1    | 08月17日－08月19日 | 1    | 1,318萬  | 1,318萬  | 8月17日首映 |
| 2    | 08月24日－08月26日 | 2    | 0941萬   | 3,490萬  |             |
| 3    | 08月30日－09月01日 | 4    | 0405萬   | 4,496萬  |             |
| 4    | 09月07日－09月09日 | 7    | 0180萬   | 4,892萬  |             |
| 5    | 09月14日－09月16日 | 9    | 066萬    | 5,024萬  |             |
| 6    | 09月21日－09月23日 | 16   | 020萬    | 5,077萬  |             |
| 7    | 09月28日－09月30日 | 39   | 6,400元  | 5,086萬  | 10月4日終映 |

資料來源：開眼電影網 （页面存档备份，存于）

### 獲獎經歷

#### 2012金蝦獎
由ETtoday 東森新聞雲自2012年10月29日起至同年11月20日止，由五位資深影評人及記者選出入圍名單，由網友進行票選，並於同年11月22日公布投票結果。
| 年份   | 獲提名                      | 獎項         | 結果 |
| ------ | --------------------------- | ------------ | ---- |
| 2012年 | 犀利人妻最終回：幸福男·不難 | 最佳電影獎   | 獲獎 |
| 2012年 | 隋棠                        | 最佳女演員獎 | 提名 |
| 2012年 | 宥勝                        | 最佳男演員獎 | 提名 |
| 2012年 | 犀利人妻最終回：幸福男·不難 | 最佳橋段獎   | 獲獎 |
| 2012年 | 王珮華                      | 最佳導演獎   | 獲獎 |

## 原聲帶
《犀利人妻最終回：幸福男·不難電影原聲帶》，由滾石唱片於2012年8月14日發行。
| 犀利人妻最終回：幸福男·不難電影原聲帶 | 犀利人妻最終回：幸福男·不難電影原聲帶 | 犀利人妻最終回：幸福男·不難電影原聲帶 | 犀利人妻最終回：幸福男·不難電影原聲帶 | 犀利人妻最終回：幸福男·不難電影原聲帶 | 犀利人妻最終回：幸福男·不難電影原聲帶 |
| 曲序                                  | 曲目                                  |                                       | 作曲                                  | 演唱                                  | 时长                                  |
| ------------------------------------- | ------------------------------------- | ------------------------------------- | ------------------------------------- | ------------------------------------- | ------------------------------------- |
| 1.                                    | 幸福難不難                            | 黃婷                                  | 宇珩                                  | 郁可唯                                | 4:29                                  |
| 2.                                    | 一個人生活（2012 幸福蛻變版）         | 孫維君                                | 凌偉文                                | 林凡                                  | 4:45                                  |
| 3.                                    | 幸福回不去了（配樂1）                 | 黃婷                                  | 宇珩                                  |                                       | 4:28                                  |
| 4.                                    | Love You More Than Any one            | Adrian Fu                             | Adrian Fu                             | Adrian Fu                             | 4:18                                  |
| 5.                                    | 一個人（配樂2）                       | 孫維君                                | 凌偉文                                |                                       | 4:43                                  |
| 6.                                    | 五天幾年                              | 曲世聰                                | 吳向飛                                | 林凡                                  | 3:55                                  |
| 7.                                    | 忐忑（配樂3）                         | Adrian Fu                             | Adrian Fu                             |                                       | 4:16                                  |
| 8.                                    | 指望                                  | 潘協慶                                | 潘協慶                                | 郁可唯                                | 3:59                                  |
| 9.                                    | 再談一次戀愛（配樂4）                 | Adrian Fu                             | Adrian Fu                             |                                       | 3:17                                  |
| 10.                                   | 這樣愛你好可怕                        | 林夕                                  | GJ                                    | 林凡                                  | 4:49                                  |
| 11.                                   | 一個人精采（配樂5）                   | 孫維君                                | 凌偉文                                |                                       | 4:42                                  |
| 12.                                   | 暖心                                  | 劉子樂、厲曼婷                        | 劉子樂                                | 郁可唯                                | 4:06                                  |
| 13.                                   | 三人行，不行。（配樂6）               | Adrian Fu                             | Adrian Fu                             |                                       | 4:17                                  |
| 14.                                   | 不痛不快                              | 林夕                                  | Russell Harris                        | 林凡                                  | 3:45                                  |
| 15.                                   | 幸福需要冒險（配樂7）                 | 林夕                                  | Russell Harris                        |                                       | 4:29                                  |
| 16.                                   | 好想你也在                            | 黃婷、張錫安                          | 張錫安                                | 郁可唯                                | 4:09                                  |

## 宣傳活動
- 開拍記者會
  - 1月20日
- 校園座談會
  - 5月31日，台中市逢甲大學（台中場）
  - 6月1日，新北市新莊區輔仁大學（台北場）
- 電視節目宣傳
  - 7月30日，三立都會台《型男大主廚》（8月8日播出）
  - 7月31日，中天綜合台《康熙來了》（8月2日播出）
  - 8月2日，中天綜合台《大學生了沒》（8月20日播出）
  - 8月2日，三立都會台《國光幫幫忙》（8月17日播出）
  - 8月3日，中天綜合台《SS小燕之夜》（8月9日播出）
- 記者招待會
  - 8月2日，台北君悅酒店 凱悅廳
- 售票簽名會
  - 8月4日，台中市新光三越台中店
  - 8月4日，高雄市夢時代百貨公司
- 售票簽書會
  - 8月12日，台北市太平洋SOGO忠孝館中大門廣場
- 台北首映會
  - 8月17日，台北市信義區威秀影城
- 犀利電影演唱會
  - 8月18日，台北國際會議中心
- 新加坡首映會
  - 9月7日，怡丰城 Golden Village
- 香港首映會
  - 11月25日，廣場

## 出處·參考文獻
1. ↑  . 觸電網.   [2012-09-15]. （原始内容存档于2012-09-19） （中文（臺灣））.
2. ↑  林淑娟. . 中時電子報. 2012-09-29  [2012-10-09]. （原始内容存档于2012-10-02） （中文（臺灣））.
3. 1 2  盧怡秀. . ETtoday 東森新聞雲. 2012-11-22  [2013-01-02]. （原始内容存档于2013-01-03） （中文（臺灣））.
4. ↑  得利影視娛樂網[永久]
5. ↑  .   [2013-01-31]. （原始内容存档于2013-01-30）.

## 外部連結
- 官方网站 
- 官方网站－無名小站
- 犀利人妻最終回：幸福男·不難的Facebook專頁
- 犀利人妻最終回：幸福男·不難的新浪微博
- YouTube上的犀利人妻最終回：幸福男·不難頻道
- Yahoo奇摩電影上《犀利人妻最終回：幸福男·不難》的資料（繁體中文）
- MSN娛樂上《犀利人妻最終回：幸福男·不難》的資料（繁體中文）

- 開眼電影網上《犀利人妻最終回：幸福男·不難》的資料（繁體中文）
- 豆瓣电影上《犀利人妻最終回：幸福男·不難》的資料 （简体中文）
- 时光网上《犀利人妻最終回：幸福男·不難》的資料（简体中文）
- 香港影庫上《犀利人妻最終回：幸福男·不難》的資料（繁體中文）
- 互联网电影数据库（IMDb）上《犀利人妻最終回：幸福男·不難》的资料（英文）